# Lispe albitarsis
Lispe albitarsis este o specie de muște din genul Lispe, familia Muscidae, descrisă de Stein în anul 1898. Conform Catalogue of Life specia Lispe albitarsis nu are subspecii cunoscute.